# Tails (Sonic the Hedgehog)
Pour les articles homonymes, voir Tails.
 (mai 2012).
Si vous disposez d'ouvrages ou d'articles de référence ou si vous connaissez des sites web de qualité traitant du thème abordé ici, merci de compléter l'article en donnant les références utiles à sa vérifiabilité et en les liant à la section « Notes et références ».
Tails (テイルス, Teirusu), ou Miles Prower (マイルス・パウアー, Mairusu Pauā), est un personnage de jeu vidéo de la série Sonic the Hedgehog. Il apparaît également dans les bandes dessinées et dessins animés dérivés de l'univers de Sonic.
Le nom « Miles Prower » (pour Miles per hour), est un clin d'œil à la part prépondérante que prend la vitesse dans les jeux Sonic. Tails est un jeune renard humanoïde de couleur jaune doré avec deux queues, d'où il tire son surnom (tail étant le mot anglais pour queue). Certains fans le comparent à un  « kitsune » (un terme utilisé par les amateurs pour désigner le renard à neuf queues). Grâce à ses queues qu'il utilise comme les pales d'un hélicoptère, il peut voler pendant 30 secondes. Dans la série, Tails a huit ans, mesure 80 centimètres et pèse 20 kilogrammes. C'est également un fou de mécanique, et cela lui sera utile dans de nombreux jeux ou séries telles que Sonic X (série japonaise parue en 2003) ou Sonic Heroes (2003) ou encore Sonic Riders (sorti en 2006 à l'occasion des quinze ans de Sonic The Hedgehog).
Durant sa première apparition dans le jeu Sonic the Hedgehog 2 le 16 octobre 1992, Tails était roux ; mais sa couleur a changé pour Sonic Adventure et il est devenu roux-doré à cette occasion, puis jaune pâle pour Sonic Heroes. Il reste maintenant de cette couleur. Ce petit renard a déjà été utilisé comme support pour un livre d'activités pour enfant Tails and the Music Maker pour Pico, et il a été la vedette de deux jeux en 1995 : Tails Adventure et Tails' Skypatrol pour le Game Gear. Tails est le second personnage le plus populaire de la série, après Sonic et avant Shadow.

## Design
Tails est le produit d'un concours interne, qui avait pour but de trouver un acolyte à Sonic. C'est le projet de Yasushi Yamagushi, à l'origine l'artiste et le concepteur principal des zones pour la Sonic Team de Sega, qui a finalement été retenu, mais la Sonic Team a décidé de changer le nom « Miles » pour « Tails ».
Yamagushi a proposé et obtenu un compromis : le vrai nom du personnage sera Miles Prower, mais on le surnommera Tails.
Tails a été redessiné, ainsi que tous les autres personnages par Yuji Uekawa pour Sonic Adventure. Sa fourrure est devenue rousse-jaune pâle, et ses yeux sont devenus bleus (ils étaient noirs auparavant).
Dans les bandes dessinées américaines Sonic Les Aventures de Sonic le Hérisson, il était de couleur brunâtre mais les auteurs ont par la suite changé son apparence pour qu'elle soit plus fidèle à celle qu'il avait dans les jeux vidéo.

## Apparition seul
Tails a eu le premier rôle dans son premier jeu solo Tails' Skypatrol qui est un jeu pour la Game Gear exclusivement au Japon. Il a eu le jeu Tails Adventure la même année. Tails a également tenu le premier rôle dans Tails and the Music Maker pour le Sega Pico.

## Apparition dans les jeux
Tails est visible pour la première fois dans Sonic the Hedgehog 2 pour la Game Gear et Master System où il a été enlevé par Eggman. Il est pour la première fois jouable dans la version Mega Drive de Sonic the Hedgehog 2, jouant le rôle de l'acolyte de Sonic. Le personnage est jouable avec une deuxième manette de jeu et peut être choisi en solo comme personnage principal dans les options du jeu. Sonic Chaos (1993) sur Game Gear/Master System a été le deuxième jeu où le joueur pouvait contrôler Tails et la première fois où le joueur pouvait contrôler son vol.
Tails apparait dans le jeu Sonic the Fighters pour arcade que l'on peut retrouver dans la compilation Sonic Gems Collection sortie en 2005 accompagnée d'autre opus de la série Sonic. Dans ce jeu de bataille, Tails peut voler, tourner et frapper ses ennemis. Il est le cinquième personnage de combat dans le mode « Histoire » et son niveau est « Canyon Cruise » qui a lieu sur un bateau.
Dans Sonic et le Chevalier noir, il est le forgeron de Camelot et peut créer de nouvelles armes si on lui apporte les bons composants.

## Histoire
Avant de rencontrer Sonic, Tails vivait sur Cocoa Island à Mobius (nom de la planète), où il dut défendre les émeraudes du Chaos contre l'armée impériale Battle Kukku (dans Tails Adventure). Dans toutes les différentes versions de l'histoire de Sonic (jeux vidéo, comics anglais et américain), il est au départ un fan de Sonic qu'il suit aveuglément. Dans Sonic the Comic, il correspond avec sa famille de Nameless Zone en leur racontant qu'il est le héros de la planète et que Sonic n'est que son compagnon, ce qui l'amènera à être régulièrement rappelé chez lui pour combattre le mal régnant dans sa zone d'origine. Dans Sonic the Hedgehog d'Archie Comics, il est le fils de Rosemary et Amadeus Prower que l'on peut voir dans l'une de celle-ci. Il est proche de Sally qu'il considère comme une tante, et Jules et Bernie Hedgehog (les parents de Sonic) le considèrent comme leur second fils.
Ses courses effrénées à la suite de Sonic ont fait de lui la cinquième personne la plus rapide du monde (derrière Sonic, Shadow, Emerl et Metal Sonic).

## Personnalité
Tails est un renard amical et sociable. Il est devenu proche de Sonic dans Sonic the Hedgehog 2 et l'accompagne par la suite dans ses aventures. Ce petit renard se fait des amis rapidement et fait preuve de politesse envers certains personnages comme Shadow. Tails a quelques faiblesses : il a peur des fantômes comme il est possible de le constater dans Sonic Heroes, ainsi que des éclairs dans Sonic OAV.
Dans la série Sonic X, la rencontre entre Tails et Sonic diffère de celle présentée dans Sonic The Hedgehog 2. Dans cette série, Tails rencontre Sonic en repeignant un avion en bleu et en améliorant la transmission. Ce dernier arrivera ensuite et ils deviendront amis.
Tails a beaucoup d'amis et les respecte habituellement. Ses meilleurs amis sont Sonic et Knuckles ; il fait partie de la Team Sonic dans Sonic Heroes. La plupart du temps, Tails a une bonne relation amicale avec Amy Rose, même si parfois elle peut se montrer un peu intimidante avec lui. Mais il arrive également qu'Amy défende Tails, comme dans Sonic Riders, où elle n'apprécie pas ce que Wave dit à Tails. Il est aussi l'ami de Cream the Rabbit et de son chao Cheese.
Wave the Swallow est la rivale de Tails dans Sonic Riders car les compétences en airboard de Wave dépassent largement les connaissances de Tails. Cependant, plus tard dans le jeu, Tails crée le Blue Star 2, qui est largement supérieur à ses débuts. Dans la série animée Sonic X, il tombe amoureux de Cosmo.

## Formes alternatives
Dans Sonic 3 and Knuckles, Tails peut se transformer en Super Tails, tout comme Super Sonic et Super Knuckles, s'il a les 7 super émeraudes du chaos. Il devient alors doré et entouré de quatre oiseaux (des Super Flickies) qui l'aident.
Dans les comics Archie, il apparaît sous la forme Turbo.
Dans Sonic R apparaît Tails Doll. C'est une simple peluche à l'effigie de Tails, avec une antenne où pend un cristal rouge sur la tête, conçue par Eggman pour copier les caractéristiques de Tails, tout comme Metal Sonic et Metal Knuckles, à la différence que c'est une peluche et non un robot. En raison de son visage inexpressif et de ses mouvements tranchants, ce personnage est principalement connu pour son côté "effrayant", tandis que des histoires d'angoisse à son sujet ont plus tard été écrites. Ces histoires sont naturellement adressées à un public de plus de dix ans. Ce personnage n'est physiquement apparu que dans Sonic R mais d'autres jeux Sonic font références à lui. Il fait d'ailleurs une apparition notable dans les Archie Comics, où son côté "effrayant" est plus ou moins mis en valeur[réf. nécessaire].
Dans Sonic Generations, Tails rencontre son double du passé, le Tails des années 90, tout comme Sonic.
Dans le film Sonic The Hedgehog de 2020, il apparaît dans une scène post-crédits ou il dit vouloir trouver Sonic et une fois trouver, il fait équipe avec lui durant le second film dans le but d’arrêter Robotnik qui avait fait alliance avec Knuckles. 
Dans la série Sonic Prime, à cause de Sonic qui a accidentellement divisé la réalité en plusieurs facettes en brisant le Prisme du Paradoxe, Tails a été divisé en trois formes alternatives tel que Nine qui vit à Néo Yoke City, Teigneux vivant au Dédale Bosquet et Voilure du Grand Nulle Part. Sonic est plus proche de Nine que de ses autres alter-égos car ce dernier est aussi intelligent et débrouillard que Tails mais contrairement à lui, il est plus colérique et égoïste au point de vouloir s'imposer devant Sonic qu'il trouve inconscient et qu'il agit sans penser aux conséquences de ses actes. Nine ayant vécu sa vie sans Sonic, a vécu une enfance difficile et il a grandi en étant replié sur lui-même et voulait bâtir le monde de ses rêves contrairement à Sonic qui voulait réparé la réalité qu'il avait accidentellement divisé mais Nine ne l'entend pas de cette oreille et il est parti avec les fragments du Prisme du Paradoxe à la grande peine de Sonic et à la grande colère de Shadow qui n'avait pas confiance en lui.

## Jeux

### Jeux principaux
- Sonic the Hedgehog 2 (1992 - sur Master System, Game Gear)
- Sonic the Hedgehog 2 (1992 - sur Mega Drive)
- Sonic Chaos (1993 - sur Master System, Game Gear)
- Sonic Spinball (1993 - sur Master System, Game Gear, Mega Drive)
- Sonic the Hedgehog 3 (1994 - sur Mega Drive)
- Sonic Drift (1994 - sur Game Gear japonaise seulement)
- Sonic Triple Trouble (1994 - sur Game Gear)
- Sonic Drift 2 (1995 - sur Game Gear)
- Tails' Skypatrol (1995 - sur Game Gear japonaise uniquement)
- Tails Adventure (1995 - sur Game Gear)
- Sonic the Fighters (1996 - sur Arcade)
- Sonic 3D Flickies' Island (1996 - sur Mega Drive, Saturn, PC)
- Sonic Jam (1997 - sur Saturn, Game.com)
- Sonic R (1997 - sur Saturn, PC)
- Sonic Adventure (1998 - sur Dreamcast)
- Sonic Pocket Adventure (1999 - sur Neo-Geo Pocket)
- Sonic Shuffle (2000 - sur Dreamcast)
- Sonic Adventure 2 (2001 - sur Dreamcast)
- Sonic Advance (2001 - sur Game Boy Advance)
- Sonic Adventure 2 Battle (2001 - sur GameCube, PC)
- Sonic Advance 2 (2002 - sur Game Boy Advance)
- Sonic Pinball Party (2003 - sur Game Boy Advance)
- Sonic Adventure DX (2003 - sur GameCube et PC)
- Sonic Battle (2003 - sur Game Boy Advance)
- Sonic Heroes (2003 - sur PlayStation 2 GameCube et Xbox)
- Sonic Advance 3 (2004 - sur Game Boy Advance)
- Sonic Rush (2005 - sur Nintendo DS)
- Shadow the Hedgehog (2005 - sur PlayStation 2, GameCube et Xbox)
- Sonic Riders (2006 - sur PlayStation 2, GameCube et Xbox)
- Sonic the Hedgehog (2006 - sur PlayStation 3 et Xbox 360)
- Sonic Rivals (2006 - sur PlayStation Portable)
- Sonic and the Secret Rings (2007 - sur Nintendo Wii)
- Sonic Rush Adventure (2007 - sur Nintendo DS)
- Mario et Sonic aux Jeux olympiques (2007 - sur Nintendo Wii)
- Sonic Rivals 2 (2007 - sur PlayStation Portable)
- Sonic Riders: Zero Gravity (2008 - sur PlayStation 2 et Wii)
- Sega Superstars Tennis (2008 - sur PS2, PS3, Xbox 360 & Wii)
- Sonic Chronicles : la Confrérie des ténèbres (2008 - sur Nintendo DS)
- Sonic Unleashed : La Malédiction du Hérisson (2008 - sur PlayStation 3, Xbox 360 et Nintendo Wii)
- Sonic et le Chevalier Noir (2009 - sur Nintendo Wii)
- Mario et Sonic aux Jeux olympiques d'hiver (2009 - sur Nintendo Wii et Nintendo DS)
- Sonic and Sega All-Stars Racing (2010 - sur PlayStation 3, Xbox 360, Nintendo DS, Wii et PC)
- Sonic Free Riders (2010 - sur Xbox 360)
- Sonic Colours (2010 - sur Wii et Nintendo DS)
- Sonic Generations (2011 - sur PlayStation 3,Xbox 360 et Nintendo 3DS)
- Mario et Sonic aux Jeux olympiques de Londres 2012 (2011 - sur Wii & Nintendo 3DS)
- Sonic the Hedgehog 4: Episode 2 (2012 - sur PlayStation 3, Xbox 360, PC, IPhone et Android)
- Sonic and All-Stars Racing Transformed (2012 - sur PlayStation 3, Wii U, Xbox 360, Nintendo 3DS, PlayStation Vita et PC)
- Sonic Dash (2013 - sur iOS & Android)
- Sonic Lost World (2013 - sur Wii U et Nintendo 3DS)
- Mario et Sonic aux Jeux olympiques d'hiver de Sotchi 2014 (2013 - sur Wii U)
- Sonic Boom : L'Ascension de Lyric (2014 - sur Wii U)
- Sonic Boom : Le Cristal brisé (2014 - sur Nintendo 3DS)
- Sonic Runners (2015 - iOS & Android)
- Mario et Sonic aux Jeux olympiques de Rio 2016  (2016 - sur Wii U et Nintendo 3DS)
- Sonic Boom : Le Feu et la Glace (2016 - sur Nintendo 3DS)
- Sonic Mania (2017 - sur PlayStation 4, Xbox One, Nintendo Switch et PC)
- Sonic Forces (2017 - sur PlayStation 4, Xbox One, Nintendo Switch et PC)
- Team Sonic Racing (2019 - sur PlayStation 4, Xbox One, Nintendo Switch et PC)
- Mario et Sonic aux Jeux olympiques de Tokyo 2020 (2019 - sur Nintendo Switch)
- Sonic Colours Ultimate (2021 - sur PS4, PS5, Xbox One, Xbox Series & Switch)
- Sonic Frontiers (2022 - sur Nintendo Switch, PS4, Xbox One, PS5 et Xbox Series)
- The Murder of Sonic the Hedgehog (2023 - sur PC)
- Sonic Superstars (2023 - sur Nintendo Switch, PS4, PS5, Xbox One & Xbox Series)
- Sonic Dream Team (2023 - sur Apple Arcade)
- Sonic X Shadow Generations (2024 - sur PS4, PS5, Xbox One, Xbox Series & Switch)
- Sonic Rumble (2025 - sur iOS & Android)
- Sonic Racing: Crossworlds (2025 - sur PS5, PS4, Xbox Series, Xbox One & Switch)

### Caméos
- Out Runners (Mega Drive, 1992)
- Sonic the Hedgehog CD (1993 - sur Mega-CD, PC)
- Formula One World Championship 1993 (Mega-CD, 1994)
- Knuckles Chaotix (32X, 1995)
- Wacky Worlds (1995 - sur Mega Drive)
- Omakase! Taimagou (Saturn, 1996)
- Fighting Vipers (Saturn, 1996)
- Shenmue (Dreamcast, 1999)
- Phantasy Star Online (Dreamcast, 2000)
- Virtua Striker 3 (GameCube, 2001)
- Billy Hatcher and the Giant Egg (GameCube, 2003)
- Super Smash Bros. Brawl (Nintendo Wii, 2008)